# Drycothaea sallei
Drycothaea sallei är en skalbaggsart som först beskrevs av Thomson 1868.  Drycothaea sallei ingår i släktet Drycothaea och familjen långhorningar.
Artens utbredningsområde är:
- Belize.
- Guatemala.

Inga underarter finns listade i Catalogue of Life.